# Lysias (vua)
Lysias Anicetus (tiếng Hy Lạp: Λυσίας ὁ Ἀνίκητος; Lysias bất khả chiến bại) là một vị vua Ấn-Hy Lạp.

## Thời gian cai trị
Theo nhà nghiên cứu tiền cổ Bopearachchi, Lysias là một kế vị gần của Menander I và Zoilos I, và do đó ông có thể đã cai trị trong khoảng thời gian từ 130-120 TCN. R.C. Senior cũng đưa ra khoảng thời gian tương tự.
Bopearachchi cho rằng lãnh thổ của Lysia thuộc khu vực Paropamisade và Arachosia, nhưng tiền xu của ông đã được tìm thấy ở Punjab và có thể là Lysias cai trị hầu hết lãnh thổ Ấn-Hy Lạp trong một thời gian ngắn, mặc dù có thể có sự kết hợp với Antialcidas, người mà ông chia sẻ hầu hết các chữ lồng của mình.
Lysias tuyên bố rằng ông là một hậu duệ của vua Demetrios, ông đã sử dụng hình ảnh tương tự đó là Heracles đang tự mình đội vương miện trên tiền xu của mình, danh hiệu Bất khả chiến bại của Demetrios, và đôi khi đội luôn vương miện con voi của vị vua này. Một hình ảnh khác tương tự cũng được sử dụng bởi Zoilos I, vị vua có thể đã cai trị một vài thập kỷ trước đó và có khả năng là một kẻ thù của Menander.
Triều đại của Lysias đã bắt đầu sau khi ông lật đổ người con trai sơ sinh của Menander là Thrason, và bởi vì đồng tiền của ông không giống với của Menander, có vẻ như tiền xu của ông giống với của Zoilos. Bất chấp những đồng tiền kim loại tuyệt đẹp của mình, chính sách của ông có vẻ như là phòng thủ. Vương quốc Bactria gần đây đã sụp đổ bởi sự xâm chiếm của người du mục và mặc dù người Ấn-Hy Lạp đã cố gắng để tránh số phận tương tự, họ đã bị cô lập với phần còn lại của thế giới Hy Lạp.